# Могилів-Подільська швейна фабрика
Могилів-Подільська швейна фабрика — підприємство швейної промисловості в місті Могилів-Подільський, Вінницька область, Україна.

## Історія
Фабрика побудована відповідно до першого п'ятирічного плану щодо розвитку національної економіки СРСР.
Після початку Німецько-радянської війни з 23 червня 1941 почалися повітряні бомбардування міста. 4 липня радянські війська відступили на лівий берег Дністра, 7 липня 1941 почалися бої за Могилів-Подільський. 19 липня 1941 року він був окупований німецько-румунськими військами і включений до складу Трансністрії. 19 березня 1944 року місто зайняли радянські війська.
В період німецько-румунської окупації фабрика була розграбована і зруйнована, але згідно з четвертим п'ятирічним планом щодо розвитку національної економіки СРСР вона була відновлена і в кінці 1940-х років відновила роботу. У роки п'ятої п'ятирічки (1951 - 1955 рр.) швейна фабрика збільшила виробничі потужності і значно розширила асортимент продукції. 
У 1969 році промислові підприємства міста були підключені до єдиної енергосистеми СРСР. Крім того, в ході восьмої п'ятирічки (1966 - 1970 рр.) фабрика була реконструйована і оснащена новим обладнанням.
Загалом, за радянських часів швейна фабрика входила в число провідних підприємств міста.
Після проголошення незалежності України фабрика перейшла у відання Державного комітету легкої і текстильної промисловості України. 
У травні 1995 року Кабінет міністрів України затвердив рішення про приватизацію фабрики. Надалі державне підприємство було перетворено у відкрите акціонерне товариство.

## Діяльність
Підприємство спеціалізується на виробництві верхнього чоловічого й жіночого одягу, що продається під торговою маркою "Аліса".